# Adílson Batista
Adílson Dias Batista (ur. 15 marca 1968 w Adrianópolis) – brazylijski piłkarz i trener, występujący podczas kariery na pozycji obrońcy.

## Kariera klubowa
Karierę piłkarską Adílson Batista rozpoczął w klubie Athletico Paranaense w 1986. W lidze brazylijskiej zadebiutował 4 września 1988 w przegranym 0-1 derbowym meczu z Coritibą. Z Atlético zdobył mistrzostwo stanu Parana (stan) – Campeonato Paranaense w 1988. Kolejnym jego klubem było Cruzeiro EC, w którym występował w latach 1989–1993. Z Cruzeiro dwukrotnie zdobył Supercopa Sudamericana w 1991 i 1992, mistrzostwo stanu Minas Gerais – Campeonato Mineiro w 1990 i 1992.
W 1993 był zawodnikiem SC Internacional, a w 1994 Atlético Mineiro. W latach 1995–1996 Adilson Batista występował w Grêmio Porto Alegre i był to najbardziej udany w sukcesy okres jego kariery. Z Grêmio zdobył Copa Libertadores 1995, Recopa Sudamericana w 1996, mistrzostwo Brazylii w 1996 oraz dwukrotnie mistrzostwo stanu Rio Grande do Sul – Campeonato Gaúcho w 1995 i 1996.
W 1997 zdecydował się na transfer do japońskiego klubu Júbilo Iwata. Z Júbilo dwukrotnie zdobył mistrzostwo J-League w 1997 i 1999. W barwach Júbilo rozegrał 52 mecze, w których strzelił 10 bramek. Po powrocie do Brazylii został zawodnikiem Corinthians Paulista, w którym zakończył karierę. W barwach Corinthians 24 września 2000 w wygranym 1-0 meczu z AA Ponte Preta Adílson Batista wystąpił po raz ostatni w lidze brazylijskiej. Ogółem w latach 1988–2000 wystąpił w lidze w 137 meczach, w których strzelił 12 bramek.

## Kariera reprezentacyjna
W reprezentacji Brazylii Adílson Batista zadebiutował 17 października 1990 w zremisowanym 0-0 towarzyskim meczu z reprezentacją Hiszpanii. Ostatni raz w reprezentacji Adílson Batista wystąpił 27 marca 1991 w wygranym 3-3 towarzyskim meczu z reprezentacją Argentyny.
| Mecze i gole w reprezentacji | Mecze i gole w reprezentacji | Mecze i gole w reprezentacji | Mecze i gole w reprezentacji | Mecze i gole w reprezentacji | Mecze i gole w reprezentacji | Mecze i gole w reprezentacji |
| #                            | Data                         | Miasto                       | Przeciwnik                   | Gol                          | Wynik                        | Rozgrywki                    |
| ---------------------------- | ---------------------------- | ---------------------------- | ---------------------------- | ---------------------------- | ---------------------------- | ---------------------------- |
| 1.                           | 17.10.1990                   | Santiago                     | Chile                        |                              | 0:0                          | towarzyski                   |
| N1.                          | 31.10.1990                   | Mediolan                     | Reszta Świata                |                              | 1:2                          | towarzyski                   |
| 2.                           | 08.11.1990                   | Belém                        | Chile                        |                              | 0:0                          | towarzyski                   |
| 3.                           | 13.12.1990                   | Los Angeles                  | Meksyk                       |                              | 0:0                          | towarzyski                   |
| 4.                           | 27.03.1991                   | Buenos Aires                 | Argentyna                    |                              | 3:3                          | towarzyski                   |

## Kariera trenerska
Po zakończeniu kariery piłkarskiej Adílson Batista został trenerem. Karierę trenerską rozpoczął w Mogi Mirim EC w 2001. Następny jego klubem była América FC (Natal), z którą osiągnął swój pierwszy sukces trenerski w postaci mistrzostwa stanu Rio Grande do Norte – Campeonato Potiguar w 2002. Następny swój sukces Adilson osiągnął w Figueirense FC, z którym zdobył mistrzostwo stanu Santa Catarina – Campeonato Catarinense w 2006.
Po tym sukcesie wyjechał do Japonii, gdzie trenował swój były klub Júbilo Iwata. Po powrocie do Brazylii Adilson Batista został trenerem Cruzeiro EC. Pobyt w Cruzeiro to najlepszy okres w karierze trenerskiej Adílsona Batisty. Z Cruzeiro dwukrotnie zdobył mistrzostwo stanu Minas Gerais – Campeonato Mineiro w 2008 i 2009. Słabszym okresem w karierze trenerskiej Adílsona Batisty są lata 2010–2011, kiedy to miał krótkie przygody trenerskie w Corinthians Paulista, Santosie FC i Athletico Paranaense. 16 lipca 2011 Adílson Batista został trenerem São Paulo FC. Jednak słabe wyniki (tylko 7 zwycięstw w 21 meczach) spowodowały, że po porażce 0-3 z Atlético Goianiense 16 października 2011 Adílson Batista został zwolniony z klubu.